# Marcel Molinès
Marcel Molinès, né le 22 décembre 1928 à Alger et mort le 1er juillet 2011 dans le 9e arrondissement de Marseille, est un coureur cycliste français.

## Biographie
Marcel Molinès a été coureur professionnel de 1949 à 1954. Il a participé au Tour de France en 1950. Il a abandonné lors de la 18e étape, après avoir gagné la 13e étape, allant de Perpignan à Nîmes. Lors de cette étape, Marcel Molinès et Abdel-Kader Zaaf, tous les deux de l’équipe Afrique du Nord avaient attaqué et avaient pris suffisamment d'avance (jusqu'à 16 minutes) pour aller jusqu'à la victoire qui devait se disputer au sprint. Étant parvenu à lâcher Molinès, Abdel-Kader Zaaf, selon la légende, assoiffé, aurait pris un bidon que lui aurait présenté un spectateur sur le bord de la route. Malheureusement pour lui, ce bidon contenait du vin. Le résultat ne se fit pas attendre, ce fut l'assommoir pour le coureur qui, après s'être désaltéré, et légèrement titubant, reprit son vélo et repartit dans le sens inverse de la course. Il semble toutefois que Zaaf, victime d'un malaise, se soit écroulé sur le bord de route et ait été simplement aspergé de vin  par des vignerons qui n'avaient que ce breuvage sous la main.
Marcel Molinès, désormais seul, poursuivit sa route et atteignit la ligne d'arrivée quatre minutes trente avant le peloton de poursuivants comprenant Stan Ockers et Ferdi Kübler. Molinès est donc le premier coureur africain à avoir gagné une étape du Tour de France. Le lendemain, son coéquipier marocain d'origine portugaise Custodio Dos Reis, membre comme lui de l'équipe d'Afrique du Nord, renouvela son exploit.
Après sa carrière de coureur professionnel, tout en exerçant sa profession de chauffeur de taxi, Marcel Molinès a participé à des courses de vétérans et a gagné dans les années 1980 dans la catégorie des plus de 60 ans le championnat d'Europe des artisans disputé à Hyères.

## Palmarès
- 1950
  - 13e étape du Tour de France

## Résultat sur le Tour de France
1 participation
- 1950 : éliminé (18e étape), vainqueur de la 13e étape